# SEPCO3
SEPCO3 (Shandong Electric Power Construction Corporation III of SEPCO III) (vereenvoudigd Chinees: 山东电力建设第三工程公司) is een Chinees bouw- en engineeringbedrijf dat energiecentrales ontwerpt, bouwt, uitbaat en bezit. Het maakt deel uit van Power Construction Corporation of China.

## Types projecten
De centrales die door het bedrijf worden gebouwd en ontwerpen, zijn thermische (steenkool)centrales, kerncentrales, gasgestookte installaties met eenvoudige en gecombineerde cyclus, windenergie, biomassa, zonne-energie en waterkracht, evenals onderstations. Als multinationale onderneming gebeuren de logistiek, aankoop, uitbating, onderhoud, ontwerp en financiering intern. In totaal installeerde het bedrijf meer dan 87 GW aan energiecentrales.

## Contractvormen
SEPCO3 biedt de bouw van energiecentrales aan via de EPC-methode (Engineering, Procurement, Construction), waarbij het bedrijf de centrale voor de klant ontwerpt, alle onderdelen aankoopt, en daarna de bouw opvolgt. Het neemt hiermee de rol op van sleutel-op-de-deur aannemer dat voor een vaste prijs werkt.
Naast het EPC-model biedt ontwikkelt SEPCO3 ook energiecentraleprojecten via BOT (Build-Operate-Transfer) en BOO(T) Build-Operate-Own(-Transfer) methoden, waarbij het bedrijf niet alleen de centrale ontwerpt en bouwt, maar ook een tijdje de uitbating op zich neemt.

## Internationale expansie
Het bedrijf is de weg van internationale expansie ingeslagen en heeft constructies uitgevoerd in Egypte, India, Indonesië, Jordanië, Nigeria, Oman, Saoedi-Arabië en Singapore.
SEPCO3 heeft vooral succes geboekt in India, waar het in 2011 20% van de markt voor de bouw van elektriciteitsopwekking in handen had. Ter vergelijking, alle Chinese elektriciteitsconstructiebedrijven samen hadden zowat 50% in handen.
Van de periode 2005-2011 heeft SEPCO3 voor $ 9 miljard aan projecten in India uitgevoerd. De dochteronderneming in India is een substantiële onderneming op zich geworden met 7.000 Indiase werknemers rechtstreeks in dienst en meer dan 50.000 lokale mensen die betrokken zijn bij zijn onderaannemers.
In 2022 raakte bekend dat ENGIE het bedrijf heeft aangezocht voor de bouw van de gasgestookte centrales in België.